# Ayman Odeh
Ayman Odeh (en árabe: أيمن عودة‎, en hebreo: איימן עודה: איימן עודה; Haifa, 1 de enero de 1975) es un abogado y político israelí de origen palestino. Es miembro del Knéset (el parlamento israelí) y líder de la Lista Conjunta, una alianza política de dos partidos principalmente árabes-palestinos: Jadash y Ta'al.

## Biografía
Ayman Odeh se crio en el barrio de Kababir, en la ciudad de Haifa. Era el único estudiante musulmán en su escuela cristiana, aunque a día de hoy afirma que ha trascendido las fronteras de la religión y la etnia. Se autodefine como socialista. Odeh está casado con la doctora Nardine Aseli y tiene tres hijos.

## Carrera política
Odeh se unió a Jadash y fue su representante en el ayuntamiento de Haifa entre 1998 y 2005, tras lo que se convirtió en el secretario general del partido en 2006. Concurrió en el puesto 75 de la lista del partido en las elecciones de 2009, en las que Jadash obtuvo cuatro escaños. En las elecciones de 2013 participó en el puesto 6 de la lista de su partido, pero Jadash volvió a obtener cuatro escaños y Odeh quedó fuera del Knéset.
Cuando Mohammed Barakeh, el entonces líder de Jadash, anunció que dimitía poco antes de las elecciones de 2015, Odeh fue elegido como el nuevo líder del partido. En la carrera electoral, Jadash se unió a la Lista Conjunta, una alianza de los principales partidos que representan a la población de origen palestino. La Lista Conjunta colocó a Odeh en cabeza de su candidatura. Muchos analistas atribuyeron la unión de los partidos políticos árabes-palestinos de Israel al carisma, a la moderación y al pragmatismo de Odeh. Finalmente, fue elegido al parlamento junto con otros 12 miembros de la Lista Conjunta, que quedó como tercer partido más votado de Israel.
En una entrevista con The Times of Israel, Odeh repasó la agenda social de la Lista Conjunta, incluido un plan de 10 años para afrontar los asuntos pendientes para el sector árabe, como el empleo femenino, la rehabilitación de consejos regionales, el reconocimiento de las comunidades beduinas no reconocidas en el Néguev, el transporte público en ciudades israelíes con una mayoría de población árabe y la erradicación de la violencia. También dijo que apoya el derecho a la autodeterminación del pueblo judío en Israel, añadiendo que un Estado de Palestina debería cumplir ese mismo papel para los palestinos.
La campaña electoral de Odeh para las elecciones de marzo de 2015 tuvo su punto álgido cuando, en un debate televisado, Avigdor Lieberman, ministro de Asuntos Exteriores y cabeza de cartel del partido de extrema derecha Yisrael Beitenu, llamó a Odeh "ciudadano palestino" y afirmó que no era bienvenido en Israel. Odeh respondió: "soy más que bienvenido en mi patria. Soy parte de la naturaleza, el entorno, el paisaje", comparando su lugar de nacimiento en Israel con el de Lieberman, que emigró de la antigua Unión Soviética a los 21 años. El estilo de Odeh contrasta con el de su compañera de partido y exmiembro del parlamento Haneen Zoabi, mucho más directa y polémica. Odeh proclama su disposición a trabajar con socios judíos y cita a menudo a Martin Luther King.
El 17 de mayo de 2023, Ayman Odeh anunció inesperadamente que no se presentará a las siguientes elecciones. Algunos medios de comunicación israelíes especularon con que esta medida trataba de conseguir que una nueva generación de políticos de origen palestino pasen a puestos de dirección y logren así volver a reunir en la Lista Conjunta a los cuatro partidos que en su día lograron 15 escaños en el parlamento israelí.

## Premios y reconocimientos
- Listado como uno de los 100 principales pensadores globales por la revista Foreign Policy.[14][15]
- Listado en el puesto número nueve del top 100 de personas influyentes por la revista The Marker en el año 2016.[16]
- Listado en el top 100 de personas influyentes por la revista The Marker en el año 2017.[17]

## Opiniones
Odeh afirma que sus años de trabajo en el ayuntamiento de Haifa le han dejado claro que árabes y judíos tienen que trabajar juntos. Describe Haifa como "la ciudad más liberal, multicultural y homogénea de Israel".

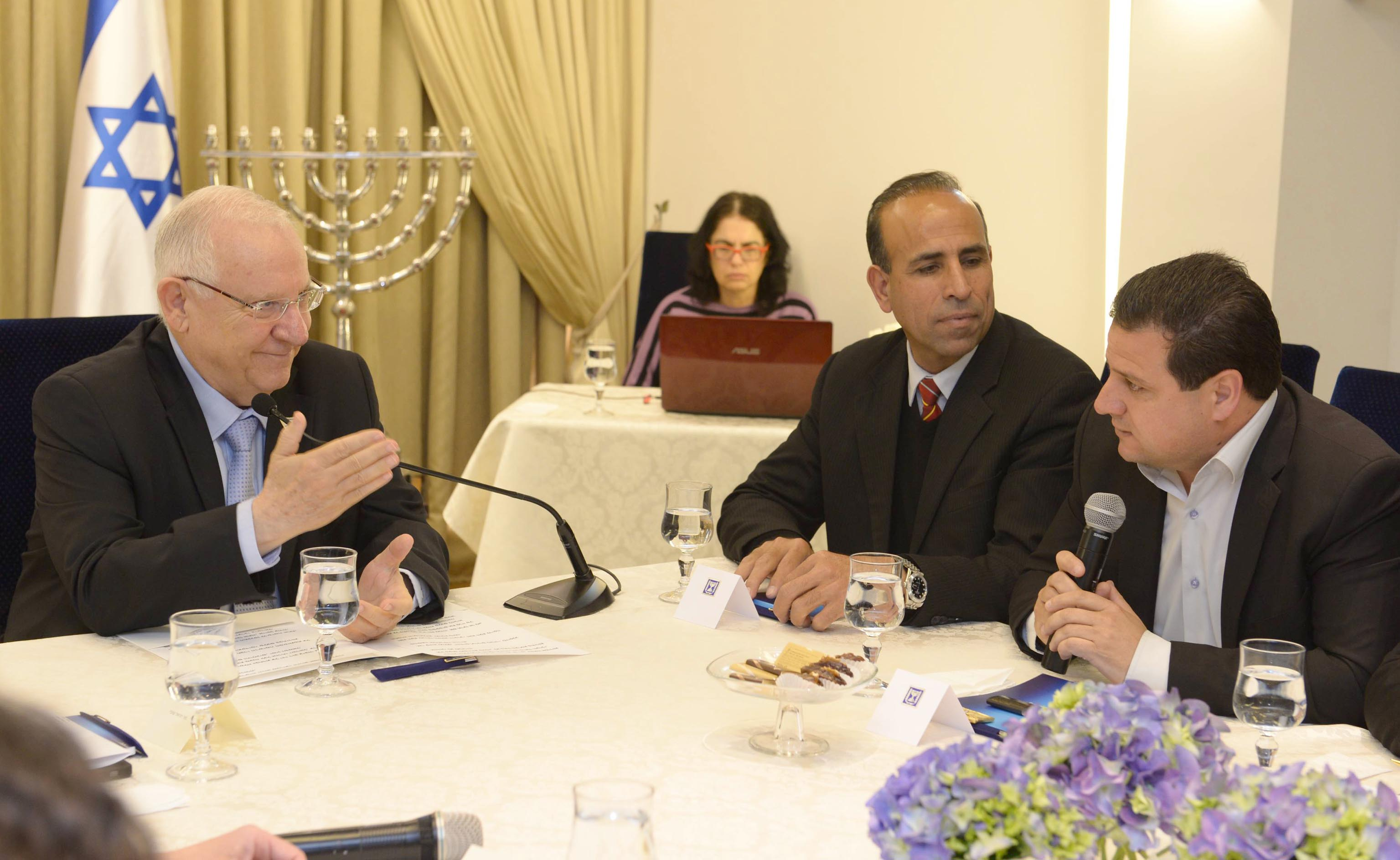
Ayman Odeh con el presidente de Israel Reuven Rivlin. (2015).

Odeh también ha expresado su apoyo a un mayor reconocimiento de la cultura mizrají y de la historia de los judíos árabes en el discurso oficial tanto israelí como palestino; en un discurso ampliamente citado ante el pleno del Knéset en julio de 2015, Ayman Odeh argumentó que el Estado de Israel ha discriminado sistemáticamente a los judíos que emigraron a Israel desde países árabes y musulmanes, suprimiendo de una manera igualmente sistemática su cultura (incluso aunque estos suponen la mayoría de la población israelí) para alimentar la idea de una separación natural entre judíos y árabes. También argumentó que tanto judíos como árabes han olvidado el gran papel jugado por los judíos en la conformación de la cultura árabe (incluidos judíos famosos como el rabino David Buzaglo, que escribió en árabe la mayor parte de su poesía religiosa judía, o como otros judíos que fueron populares en el mundo árabe a mediados del siglo XX, como Leila Murad) debido a los aspectos ideológicos del conflicto árabe-israelí y al deseo por parte de las élites israelíes de mostrar una imagen occidental de los judíos y del país. Odeh resumió su postura como sigue: "La cultura de los judíos de países árabes e islámicos es una cultura judía y árabe a la vez. Por este motivo, el estado ha luchado contra ella, y también por esto, tenemos que luchar por fortalecerla."
Ayman Odeh afirma: "representamos a aquellos que son invisibles en este país y les damos una voz. También traemos un mensaje de esperanza a todas las personas, no solo a los árabes, a los judíos también".

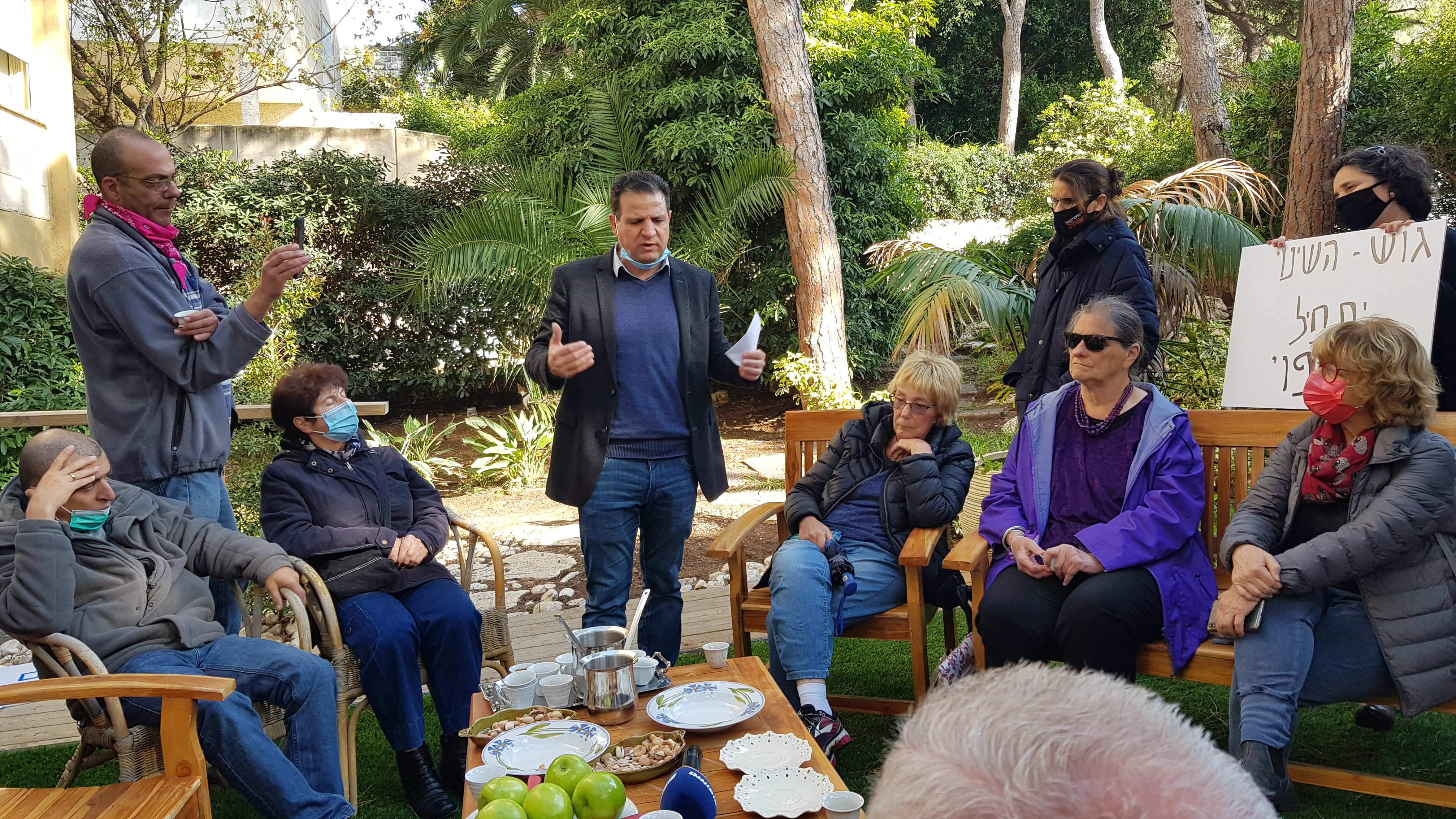
Ayman Odeh en una reunión con manifestantes en su casa de Haifa, el 2 de abril de 2021. Los manifestantes le pedía que se uniese al gobierno de cambio que evitaría que Benjamin Netanyahu siguiese en el cargo de primer ministro. Manifestaciones similares tuvieron lugar frente a las viviendas de Naftali Bennett, Gideon Sa'ar y Benny Gantz.

En octubre de 2015, Odeh dio su apoyo a la "lucha palestina sin armas".
Como muestra de condena de los ataques de Bruselas el 22 de marzo de 2016, Odeh declaró: "el DAESH es enemigo de toda la humanidad."
En febrero de 2016, Odeh valoró la posibilidad de dimitir del parlamento israelí en protesta por una polémica ley que habilitaba la suspensión del escaño a algunos diputados.
A finales de 2019, tras el asesinato israelí de Bahaa Abu al-Atta, líder de la Yihad Islámica palestina en la Franja de Gaza, y de otros treinta palestinos más en diversos ataques, Ayman Odeh describió al primer ministro israelí, Benjamin Netanyahu, con las siguientes palabras: "un cínico que perdió dos elecciones consecutivas va a dejar tan solo tierra quemada en un intento desesperado de permanecer en el cargo. Durante diez años, se ha levantado cada mañana con el objetivo de ahondar en la ocupación y alejar las posibilidades de paz".
Odeh siempre se ha mostrado partidario de participar en el gobierno de Israel en una coalición de partidos de centro-izquierda, argumentando que esta participación haría que "los ciudadanos palestinos de Israel ya no siguiesen siendo ciudadanos de segunda clase".
La Lista Conjunta fue el único partido del Knéset que votó en contra de la normalización de relaciones con Emiratos Árabes Unidos y con Baréin. Ayman Odeh explicó poco después que, en su opinión, estos acuerdos se basan en una «lógica retorcida» ya que el principal problema en Oriente Próximo no es Irán sino la ocupación israelí de los territorios palestinos.

## Ataques contra Odeh

### Intento de expulsión del parlamento
Durante la guerra de Gaza, Odeh fue una de las pocas voces discrepantes en el parlamento israelí. En mayo de 2025, fue expulsado violentamente del estrado del Knéset tras declarar: «Hay algo más que quiero decir. No sabéis cuán débiles os veo, sois personas débiles. Muy muy débiles. Después de un año y medio de guerra en la que habéis matado a 19.000 niños, a 53.000 personas, habéis destruido todas las universidades, y los hospitales, y para vosotros no hay una victoria política, sentís que no hay una victoria política, y por eso os volvéis locos. ¿Por qué os volvéis locos? Por que sois débiles. ¿Por qué estáis tristes? ¿Por qué no estáis contentos? ¿Por qué? Porque no tenéis una victoria política». De hecho, sus opiniones políticas, y en concreto unas declaraciones en las que se declaraba «feliz por la liberación de los rehenes y los prisioneros» durante una de las pausas de la guerra, le supusieron un proceso de expulsión del parlamento israelí. Durante una audiencia en el Knéset el 24 de junio de 2025, diputados del Likud apelaron a la horca y el pelotón de fusilamiento para Odeh. La moción para expulsarle del Knéset finalmente no prosperó por la falta de apoyos entre la oposición.

### Interrogatorios del Shin Bet
El servicio de inteligencia interna de Israel, el Shin Bet, ha interrogado a Odeh en numerosas ocasiones en el pasado. Odeh afirmó en una entrevista a The New Yorker: «el Shin Bet me llamó tres veces más. Nunca me golpearon. Pero consiguieron dos cosas. Me aislé de mis amigos, me hice mucho más introvertido. Y tenía la sensación de que el Shin Bet me observaba dondequiera que fuese. Cuando iba a la estación de autobuses y veía a algún tipo con gafas de sol, directamente suponía que era del Shin Bet».

### Disparos de la policía
En enero de 2017, durante una protesta contra la demolición de la localidad beduina de Umm al-Hiran para la posterior construcción de una localidad exclusivamente judía, la policía israelí mató en su coche a un profesor de matemáticas beduino llamado Yaqub Abu al-Qian. Ya sin control, su coche se estrelló contra un retén de la policía y mató a un oficial. La policía israelí vinculó rápidamente a Yaqub Abu al-Qian con el ISIS y afirmó que el atropello había sido deliberado y anterior a los disparos, algo que posteriormente se demostraría falso y por lo que el propio Benjamin Netanyahu tuvo que pedir perdón.
Inmediatamente después de este incidente, los manifestantes trataron de acercarse al coche para comprobar el estado de Yaqub, momento en el que una bala de metal recubierta de goma impactó en la cabeza de Ayman Odeh. Poco antes del disparo, un vídeo reflejó cómo un láser verde perteneciente a un rifle se posaba en la frente de Odeh. El líder de la Lista Conjunta sufrió heridas en la cabeza y la espalda y realizó una denuncia contra la policía, que fue desestimada en septiembre de 2018. A finales de 2019, el Comité Público contra la Tortura de Israel solicitó la reapertura del caso al descubrir que la policía no había interrogado a todos los oficiales presentes y no había revisado consistentemente sus propias grabaciones de los hechos.

### Amenazas de muerte

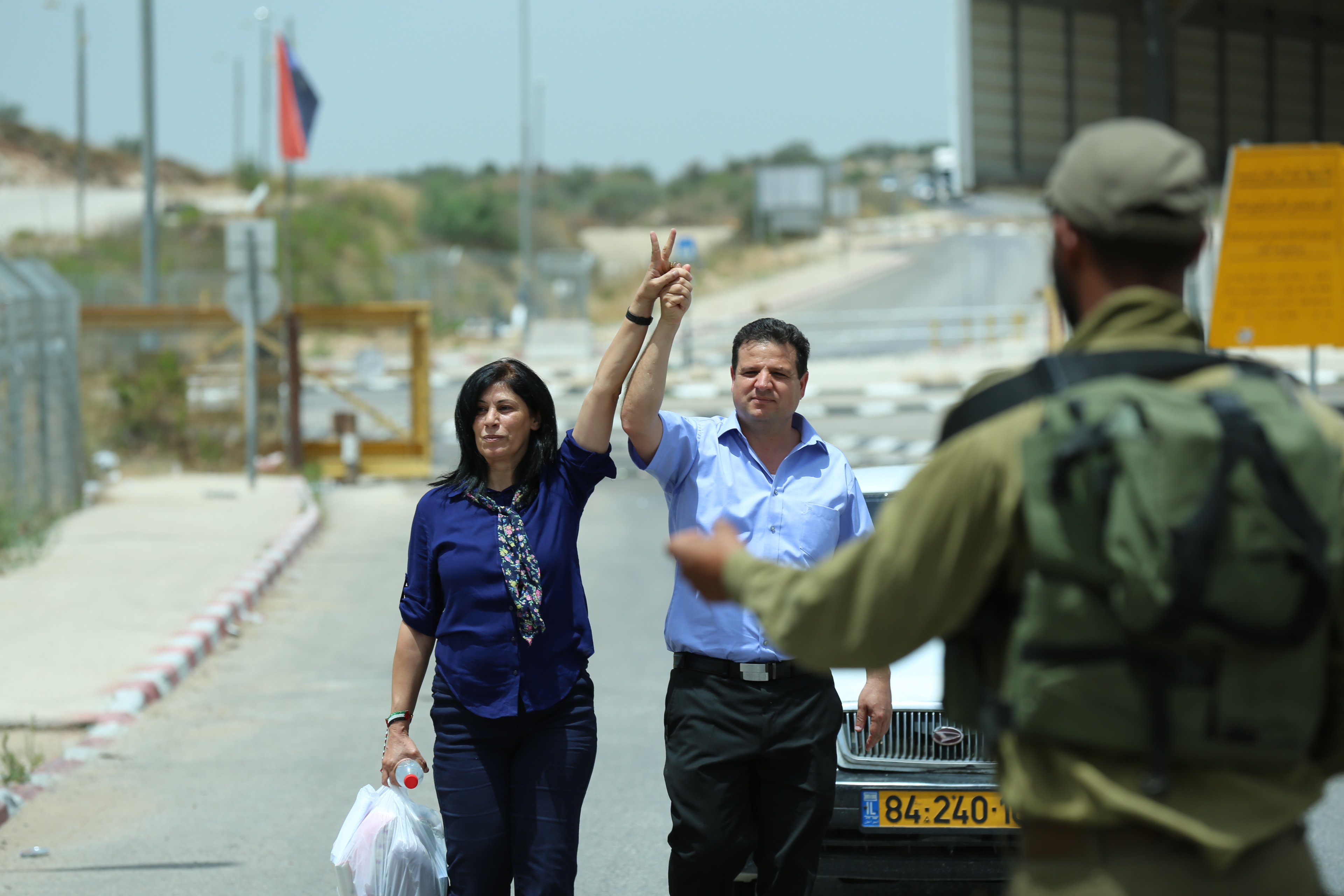
Ayman Odeh junto con la parlamentaria palestina Jalida Yarrar, poco después de la liberación de esta última.

En febrero de 2016, la policía detuvo a un activista de derechas por realizar amenazas de muerte contra Odeh. El 18 de enero de 2017, Odeh resultó herido cuando protestaba contra la demolición del pueblo beduino de Umm al-Hiran. Odeh afirmó que le habían disparado en la cabeza con una bala recubierta de goma. El rabino Arik Ascherman, que estuvo presente en el incidente, escribió que:
Yo fui testigo presencial del ataque al parlamentario Ayman Odeh. Él se acercó a la policía con las manos en alto y anunció que era un miembro del parlamento. Los agentes, sin duda furiosos, e incluso más agresivos de lo habitual porque un agente amigo suyo había sido golpeado, dijeron que les daba igual. Empezaron a empujar y a golpearnos. Algunos agentes empezaron a golpear con sus rifles. A mí y a muchos otros nos rociaron con aerosol de pimienta. Me retiraba tambaleándome poco detrás de Odeh, con las balas recubiertas de goma silbando junto a nuestros oídos. Uno de ellos disparó en la espalda al parlamentario Odeh, que cayó al suelo.
La policía israelí declaró que había sido golpeado por piedras lanzadas por otros manifestantes.
Según el informe emitido por el Instituto Forense Abu Kabir, tras un examen realizado por el doctor Maya Furman-Resnick, "las heridas "eran compatibles" con los daños causados por balas recubiertas de goma, aunque "no es posible de concluir [con certeza] la forma de los objetos que las causaron, si bien la localización de las heridas y su forma podrían haber sido causadas tal y como [Odeh] afirmó". El ministro de Seguridad Pública Gilad Erdan calificó el informe de justificación y afirmó que Odeh era un "malhechor mentiroso que ha avivado las llamas y que estaba al frente de un grupo violento". La policía israelí negó cualquier declaración previa en relación con las circunstancias de las lesiones de Odeh.

### Otros ataques
En julio de 2025, cuando se dirigía a dar un discurso en favor del fin de la guerra de Gaza, el coche en el que Odeh viajaba fue atacado por un grupo de ultraderechistas israelíes al grito de «muerte a los árabes». Los atacantes rompieron el parabrisas del vehículo y atacaron a Odeh con el asta de una bandera.